# Бакич, Воин
Воин Бакич (сербохорв. Vojin Bakić / Војин Бакић; 5 июня 1915, Бьеловар — 18 декабря 1992, Загреб) — югославский скульптор сербского происхождения. Действительный член Хорватской академии наук и искусств (1977).

## Биография

### Довоенные годы
Родился 5 июня 1915 года в Бьеловаре, окончил гимназию. Увлекался философией, социологией и литературой, изучал французский и немецкий языки, однако главным интересом стали живопись и скульптура. С детства Воин лепил скульптуры из глины и гипса, а также из песка на пляже Шодерица у Копривнице. Первая выставка его произведений прошла в 1933 году: фигура Моисея из гипса, изображение женщины из глины (посвятил своей однокласснице) и ещё несколько картин. Преподаватель рисования ещё в седьмом классе гимназии сказал Воину, что у того будет великое будущее. После окончания гимназии Воин поступил при помощи братьев Александра и Милана в Академию изящных искусств, учился у Франа Кршинича и Роберта Франгеша-Михановича. Организовал в беловарском музыкальном институте свою первую выставку в 1940 году: основу составляли скульптуры обнажённых женщин.

### Военные годы
В довоенные годы Воин поддерживал выступления левых партий. В 1941 году четверо его братьев были арестованы усташами и были брошены в лагеря Даница и Ядовно, где и были убиты. Воин также был арестован, но его учитель Фран Кршинич добился освобождения своего бывшего ученика. Воин сделал себе фальшивый паспорт на имя Ивана Стилиновича и сумел избежать насильственной мобилизации в усташи. Во время войны ему приходилось подрабатывать изготовлением фигур животных, которые потом использовались в качестве наглядных моделей на факультете агрономии Загребского университета.

### После войны
Послевоенный период характеризуется отказом от раннего стиля и тяжёлых импрессионистских образов с выразительными оттенками света и тени. В эти годы появились портреты Ивана Горана Ковачича (1946) и Сильвие Страхимира Краньчевича (1948). В 1950-е годы Бакич уменьшил объём скульптур (Автопортрет, 1952; Эскиз памятнику Марксу и Энгельсу, 1950—1953, не закончен), а также сделал несколько скульптур быков в разных измерениях в 1950 и 1956 годах, изучая процессы кристаллизации. Серия скульптур «Действия, тела и головы» позволила Бакичу сконцентрироваться на органических, ассоциативных формах, а в 1958 году он совершил обращение к открытым формам, внутреннему пространству и лёгкому отражению. Дальнейшее развитие сделало его первым скульптором, следовавшим принципам геометрической абстракции и изучавшим оптические эффекты («Разделённые вершины», 1960—1964; «Светоносные облики», 1963—1964; «Памятник революции» в Каменской). «Лёгкие формы» Бакича были близки к конструктивизму.
Бакичу принадлежат многие скульптуры времён Народно-освободительной войны Югославии: «Памятник расстрелянным в Бьеловаре» (1947), Памятник Степану Филиповичу в Валево, «Призыв к восстанию» в Белграде, памятники в Крагуеваце, Дотрщине и на Петровой горе, а также Памятник жертвам железнодорожных катастроф в Загребе (1975—1978). Бакич сотрудничал с группами EXAT-51 и движением Новых тенденций. Весной 1956 года, однако, во время пожара в ателье Мештровичей погибли множество набросков и эскизов Бакича, а также несколько завершённых книг по исследованию скульптур.
Бакич работал в местечке Дубока около Гршчицы на острове Корчула. Его выставки проходили в Югославии, Германии, Франции, Италии, Швейцарии, США и даже Бразилии. В 1987 году Воин был удостоен награды за создание проекта памятника Иосипа Броза Тито в Загребе. Его собирались установить на Площади революционеров (площадь Степана Радича) перед зданием городской скупщины к 100-летию со дня рождения Тито, но события 1990-х не позволили осуществиться этому проекту. 18 декабря 1992 года Воина Бакича не стало.

### Семья
Константин (Коста) Бакич, отец Воина, родился в Беловаре в 1882 году в богатой сербской семье. Умер в 1925 году в Сушаке от пневмонии. Мать Воина, Елена, родилась в 1889 году в семье владельца торговых судов; приняла православие. Умерла в 1970 году. В браке всего родились шестеро детей: Александр, Милан, Войо (он же Воин), Никола, Слободан и Душанка. Душанка дожила до 1989 года; братья Воина погибли в усташских лагерях. Сын Воина, Зоран Бакич, также стал архитектором.

## Выставки и награды
- Выставка в Беловаре 1940 года
- Венецианская биеннале (1950, 1956, 1964)
- Средиземноморская Александрийская биеннале (1956, 1969)
- Миланская биеннале (1957)
- Кассельская документа (1959)
- Выставка в Риеке (1959, 1961)
- Выставка в Париже в галерее Дениса Рене (1959, с Иваном Пицелем)
- Выставка в Лондоне (1960, с Александром Срнецом)
- Новые тенденции (Загреб, 1963, 1969; Гельзенкирхен, 1969; Майнц, 1971)
- Биеннале в Сан-Паулу (1969)
- Конструктивизм и кинетическое искусство (Загреб, 1995, посмертно)
- Выставка в галерее Нова в Загребе (2007)
- Премия Владимира Назора (1979)[4]

## Снос монументов
В начале 1990-х годов хорватскими властями в рамках борьбы с коммунистическим наследием были разрушены или повреждены многие памятники. Среди разрушенных были памятники «Гудовчан» (бронза, снесён в 1991 году), «Памятник победы жителей Славонии» (нержавеющая сталь, взорван 21 февраля 1992 года; части переплавлены в столовые приборы), «Памятник партизанам Билогоры» (бронза, разрушен в 1991 году), «Парк Дотрщина» (у Загреба около 6-7 статуй были украдены или разрушены) и бюсты Людевита Йонке, Сильвие Страхимира Краньчевича и Ивана Горана Ковачича (последний разрушен 17 июля 2004 года).
Многие были повреждены, но затем отреставрированы. Памятник на Петровой горе авторства Бакича был сильно повреждён во время операции «Буря», в Беловаре были снесены памятники братьям Бакичам и семье, а в Велико-Тройство ранее был бюст Иосипа Броза Тито, увезённый затем в Беловарский музей. Разрушенный в 1991 году памятник «Бьеловарац» был отреставрирован 8 декабря 2010 года.

## Галерея

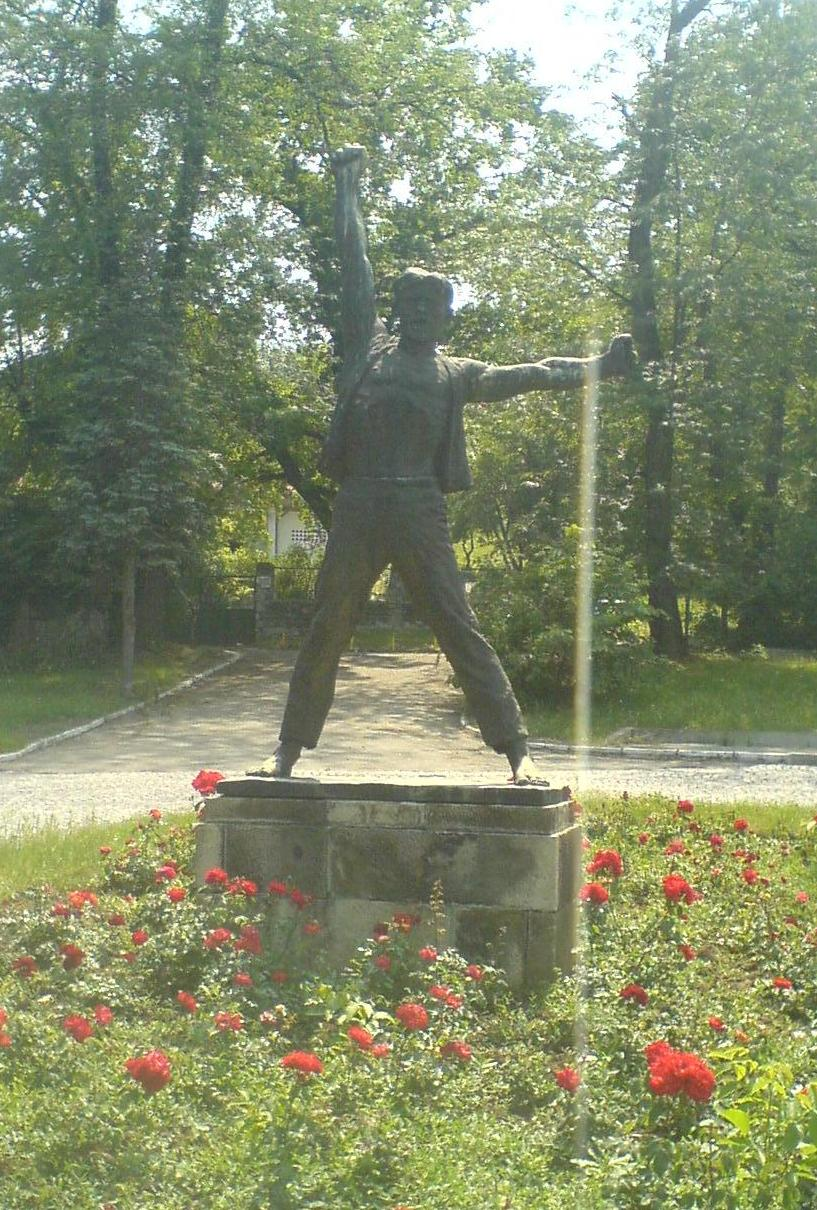
Памятник «Призыв к восстанию» в Белграде, экспонат музея 4 июля
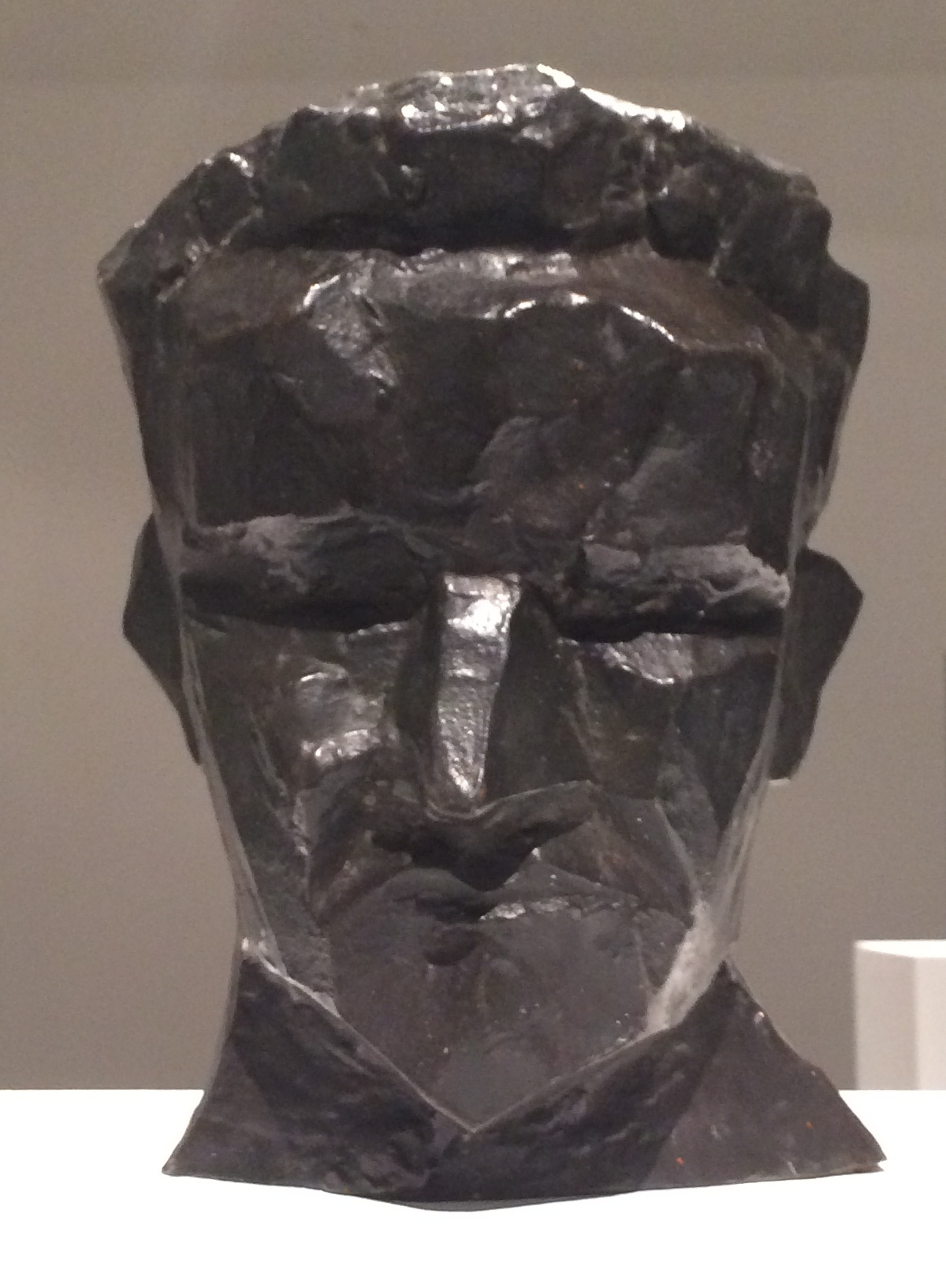
Автопортрет Бакича
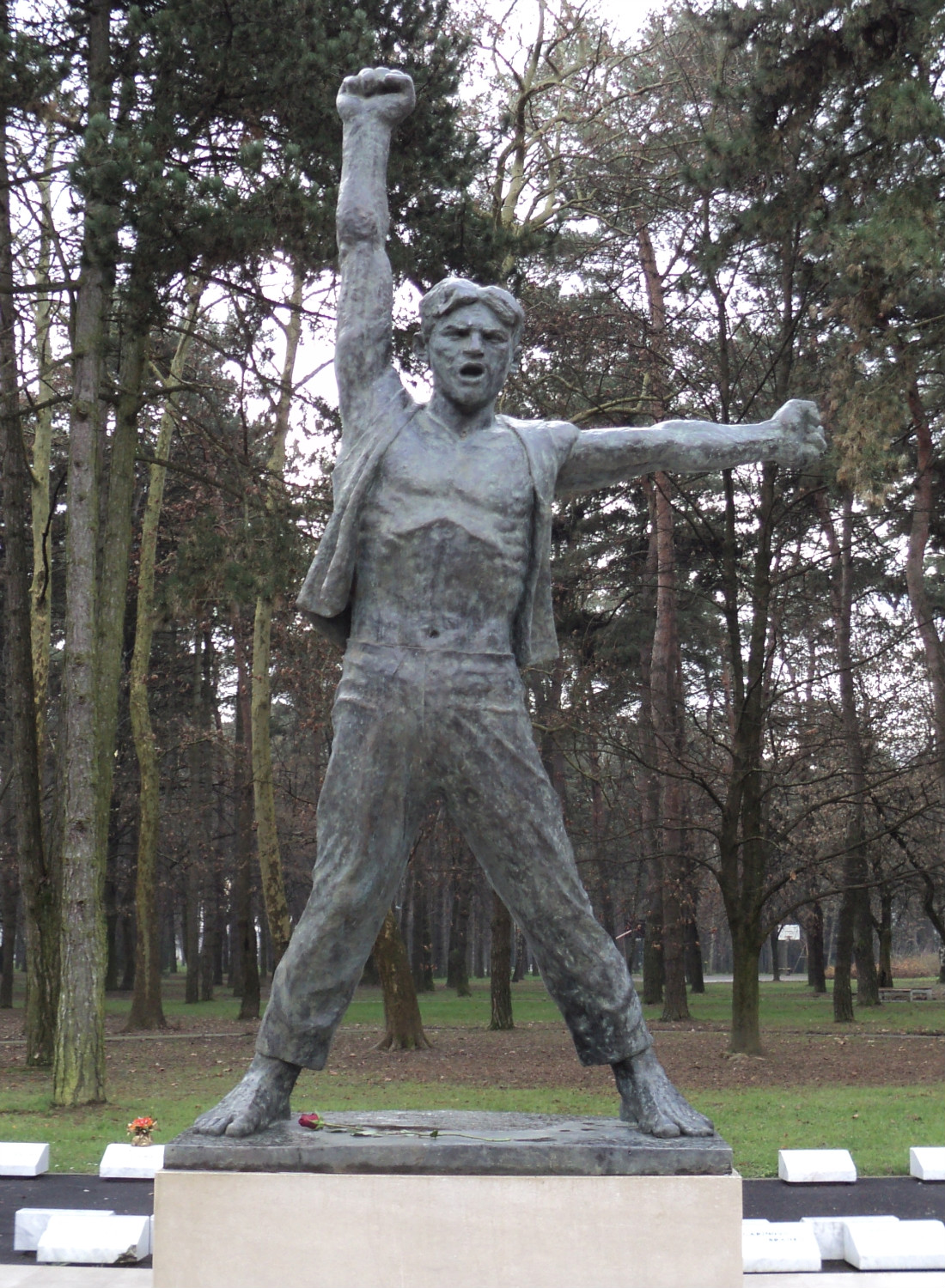
Памятник «Призыв к восстанию» в Беловаре, создан в 1947 году
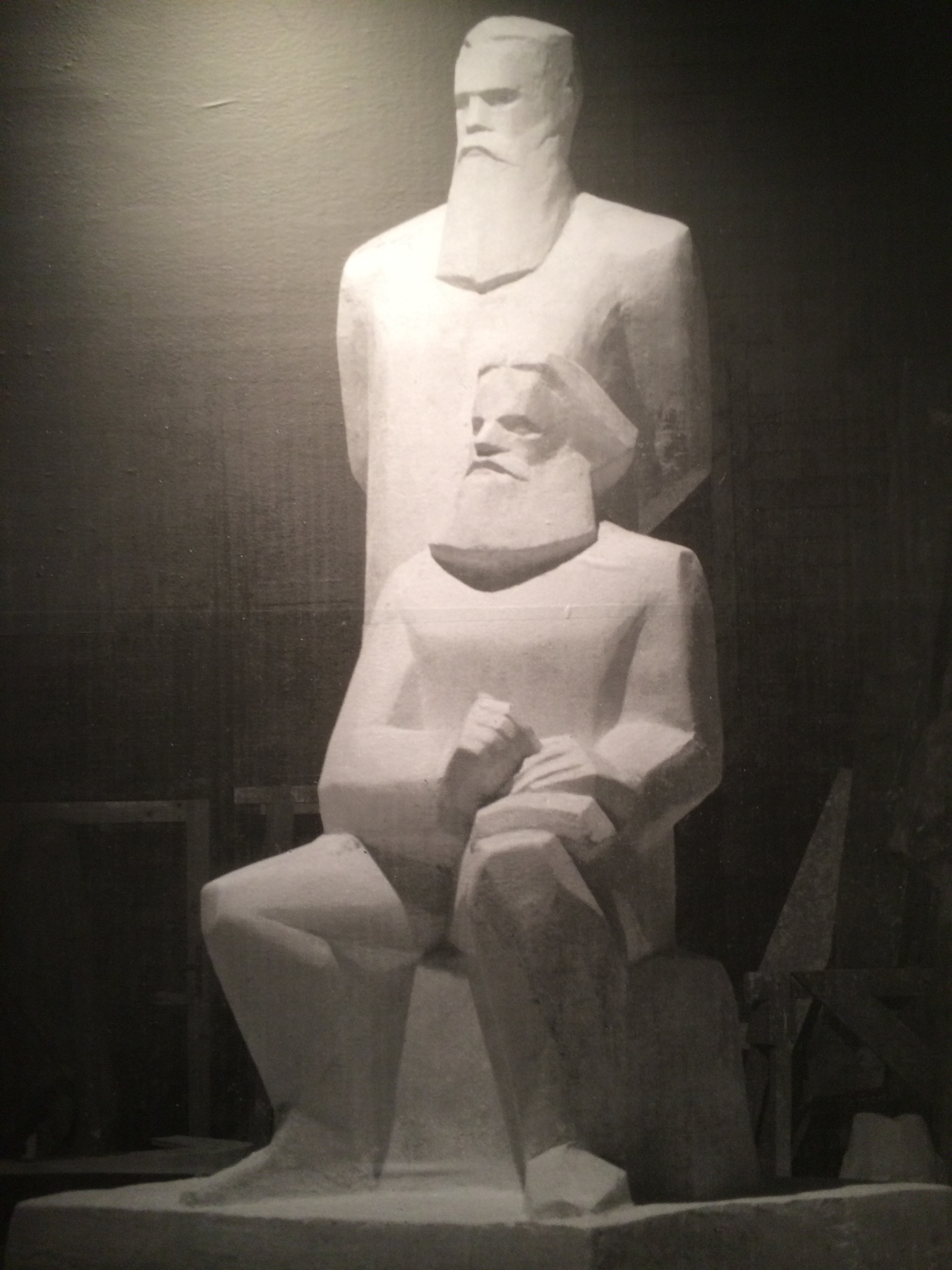
Модель памятника Марксу и Энгельсу 1953 года
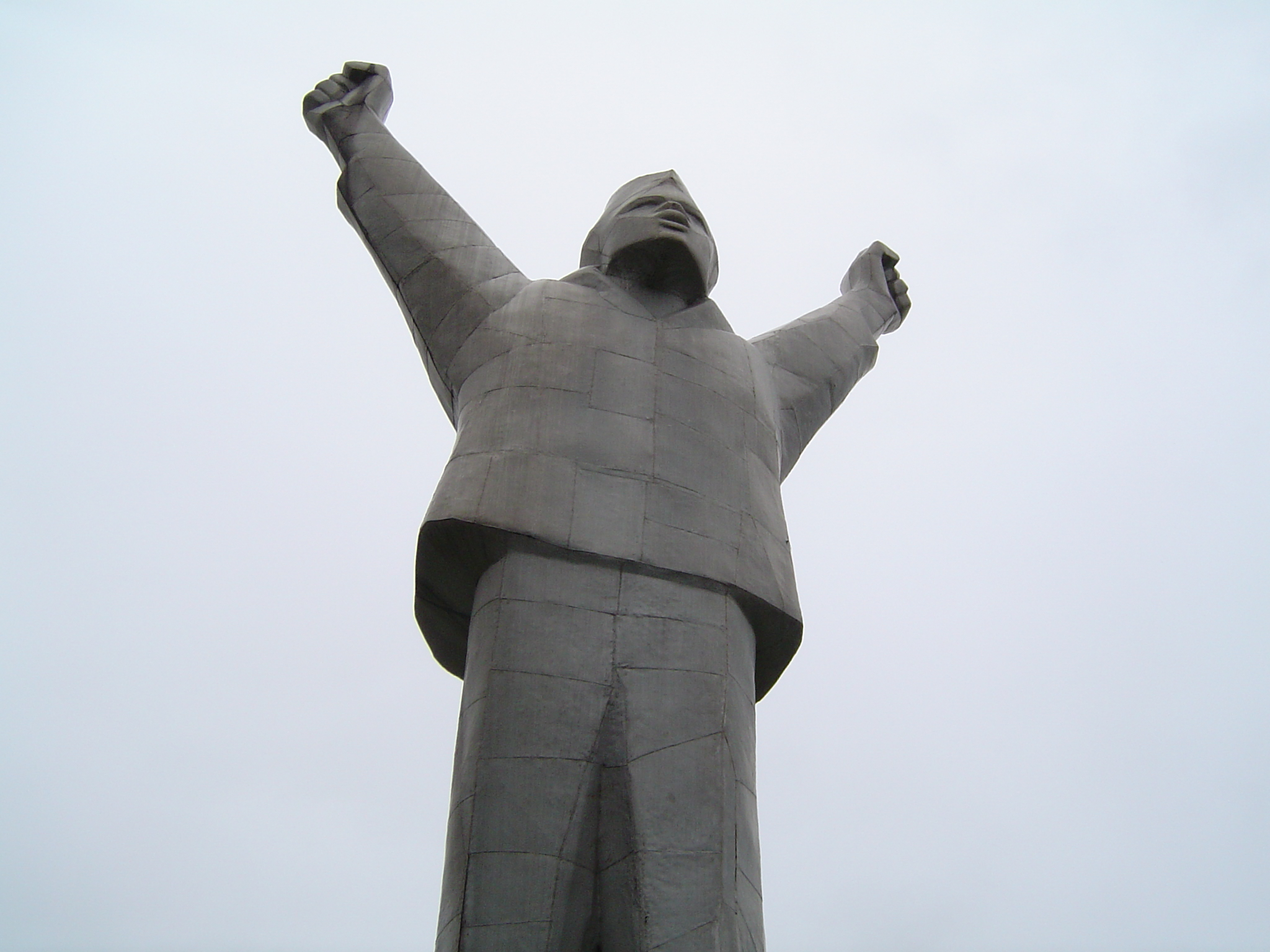
Памятник Степану Филиповичу в Валево, 1961
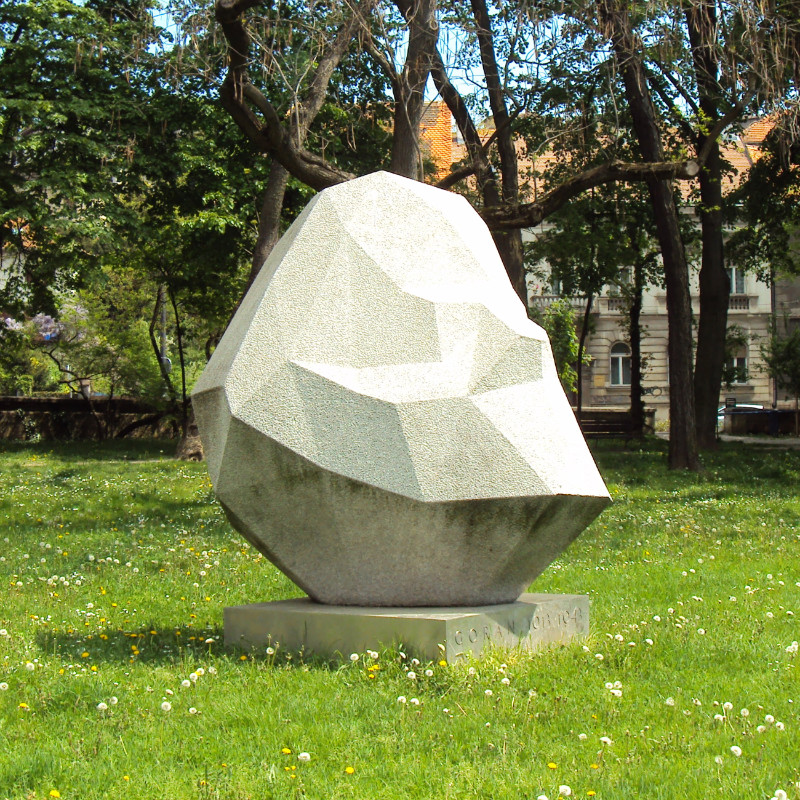
Иван Горан Ковачич в загребском парке Рибняк, открыт в 1963 году
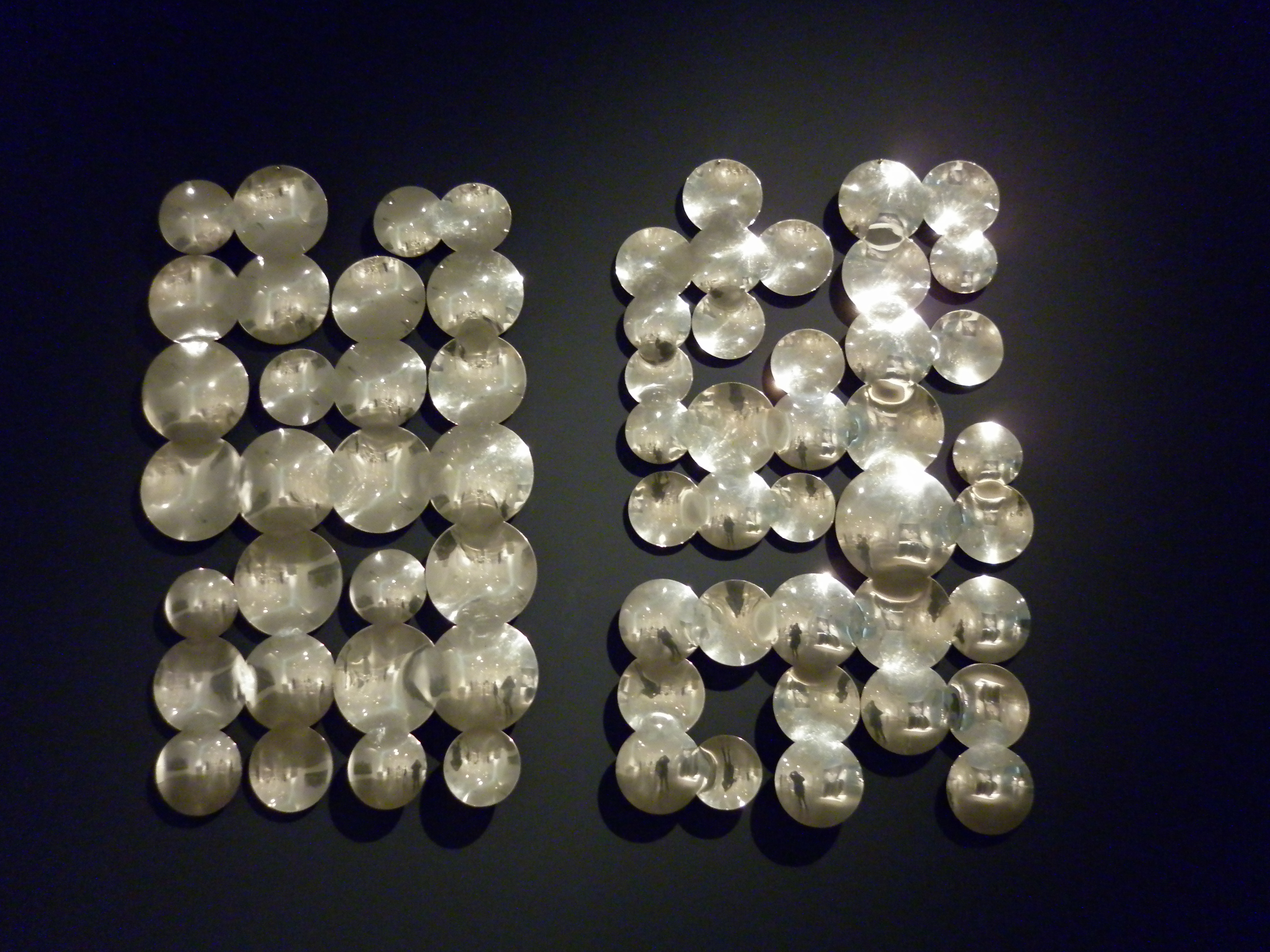
Светоносные облики, 1963-1964
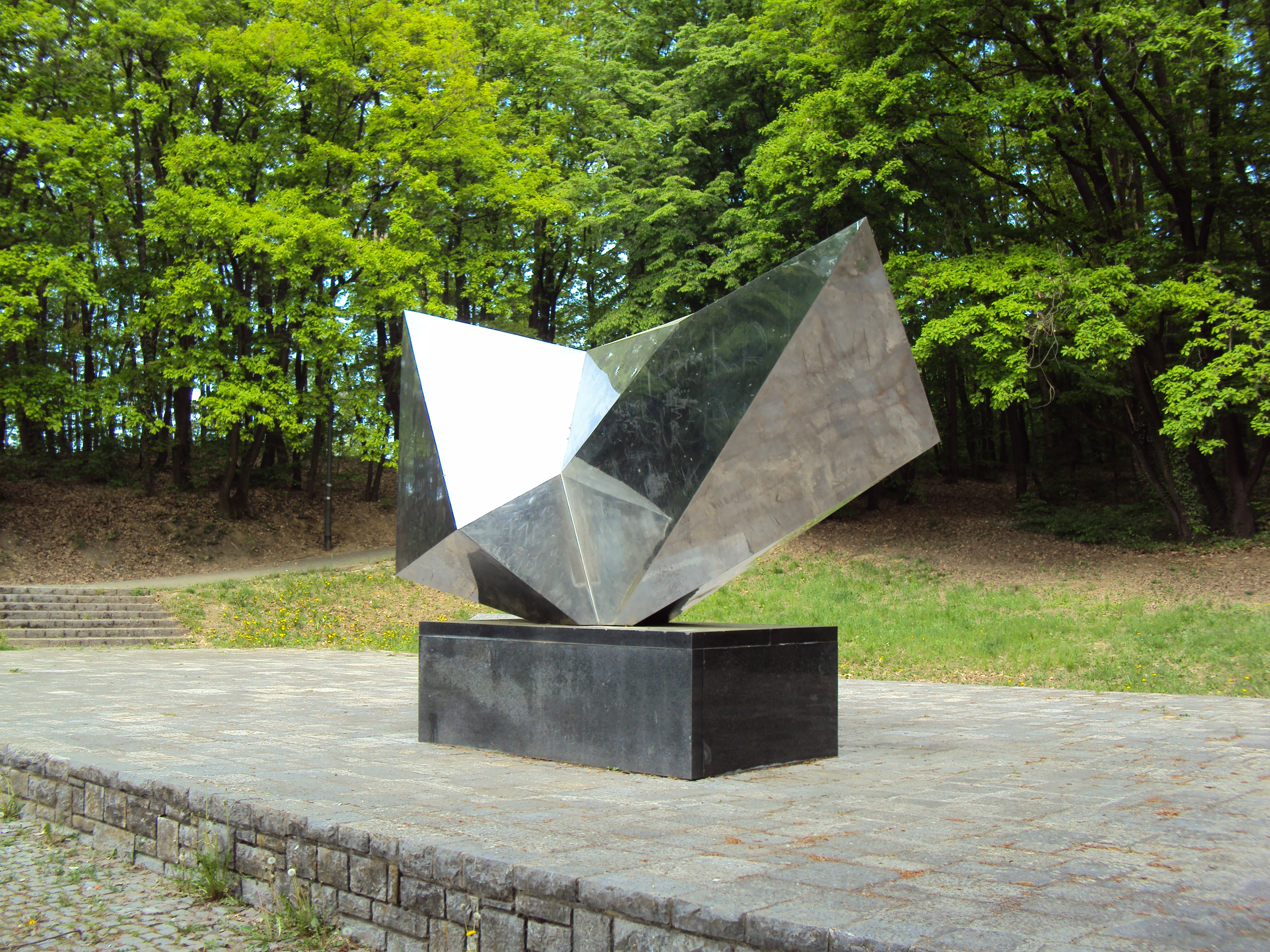
Жертвам фашизма в Дотрщине, 1968
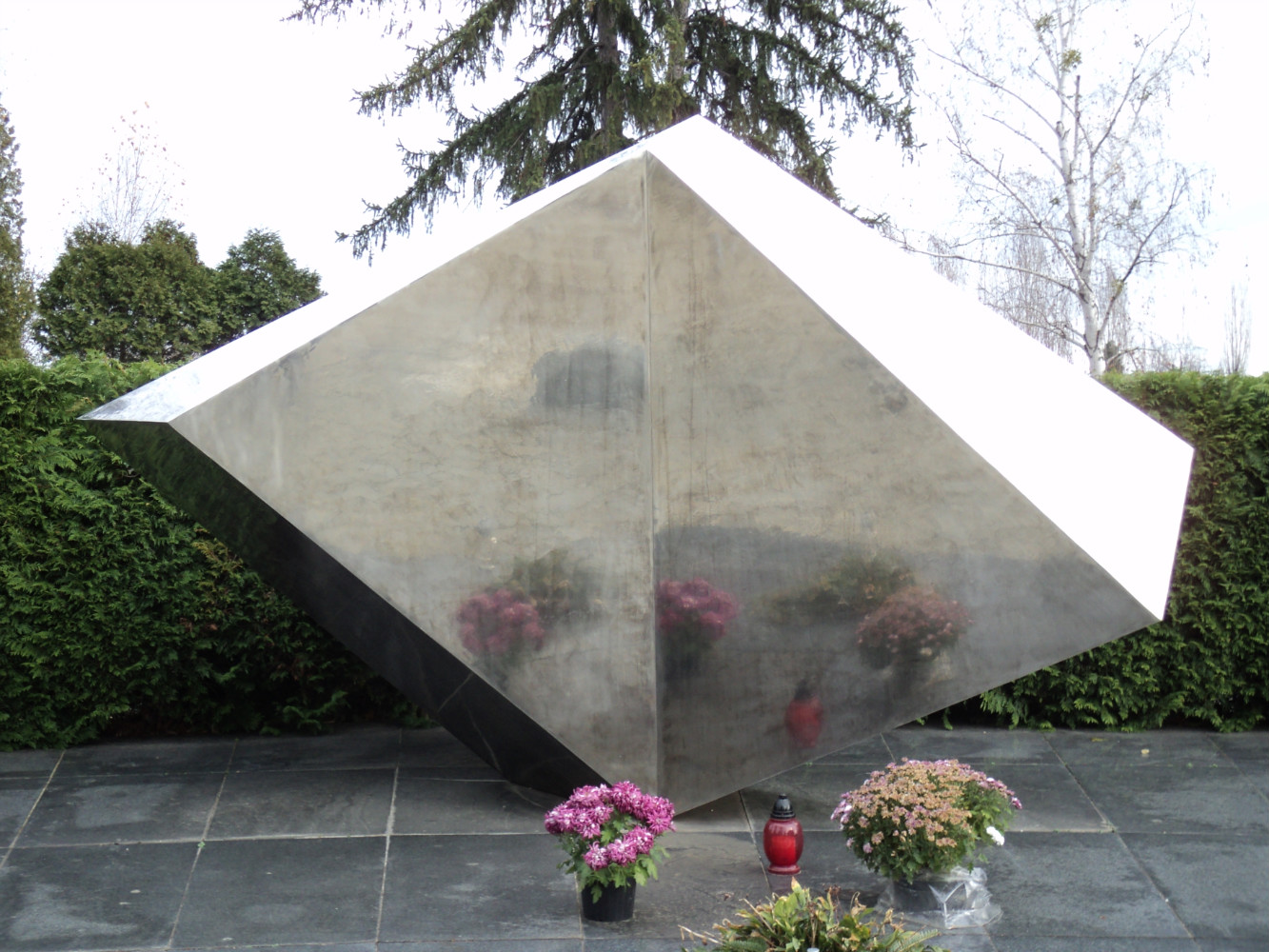
Памятник жертвам железнодорожных катастроф, 1975
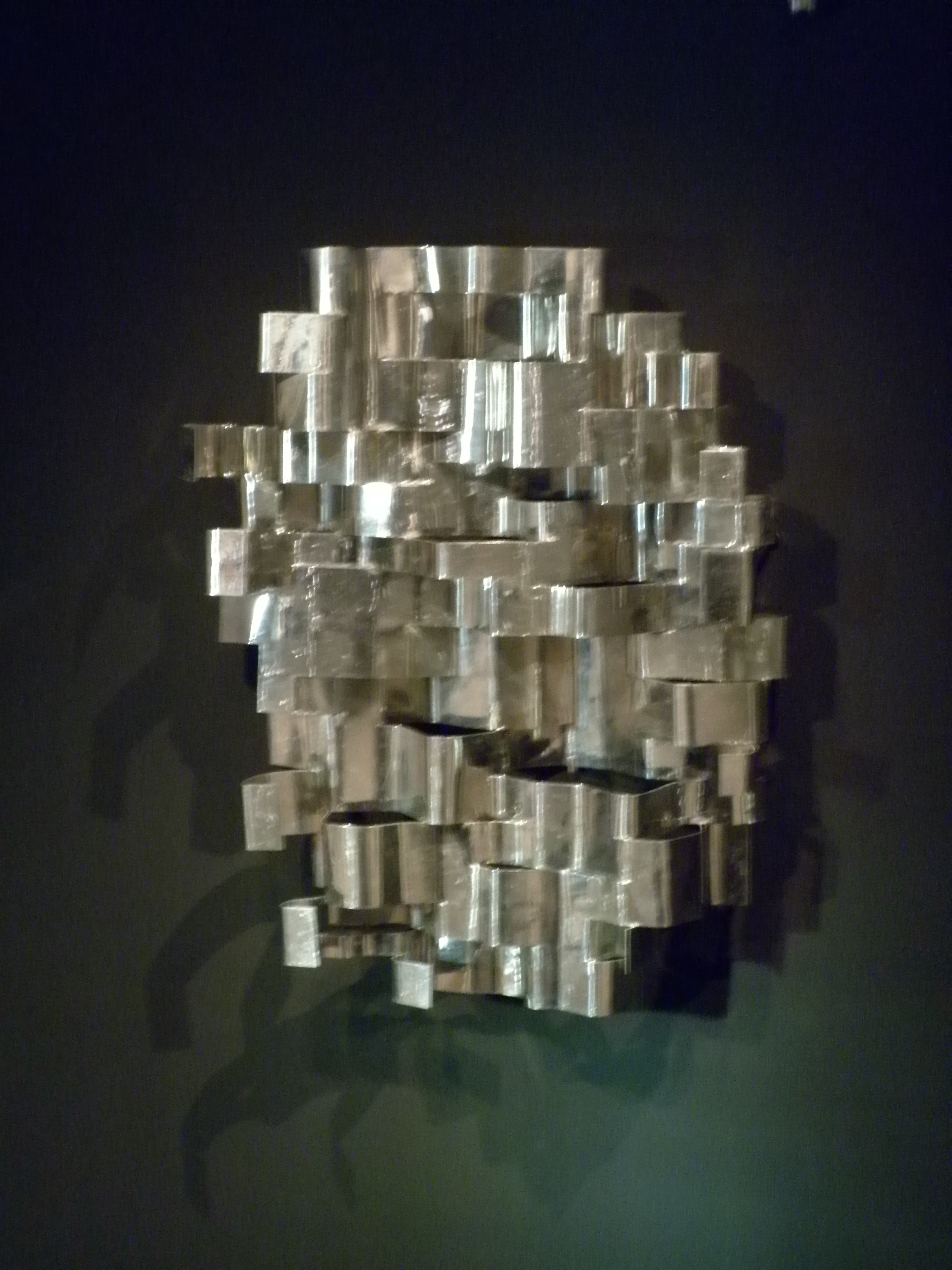
Разделённые вершины, середина 1970-х
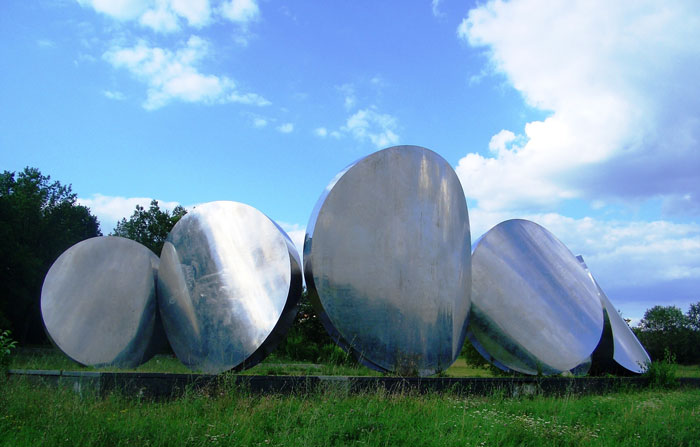
Памятник хорватскому народу, парк Октября в Крагуеваце, 1981
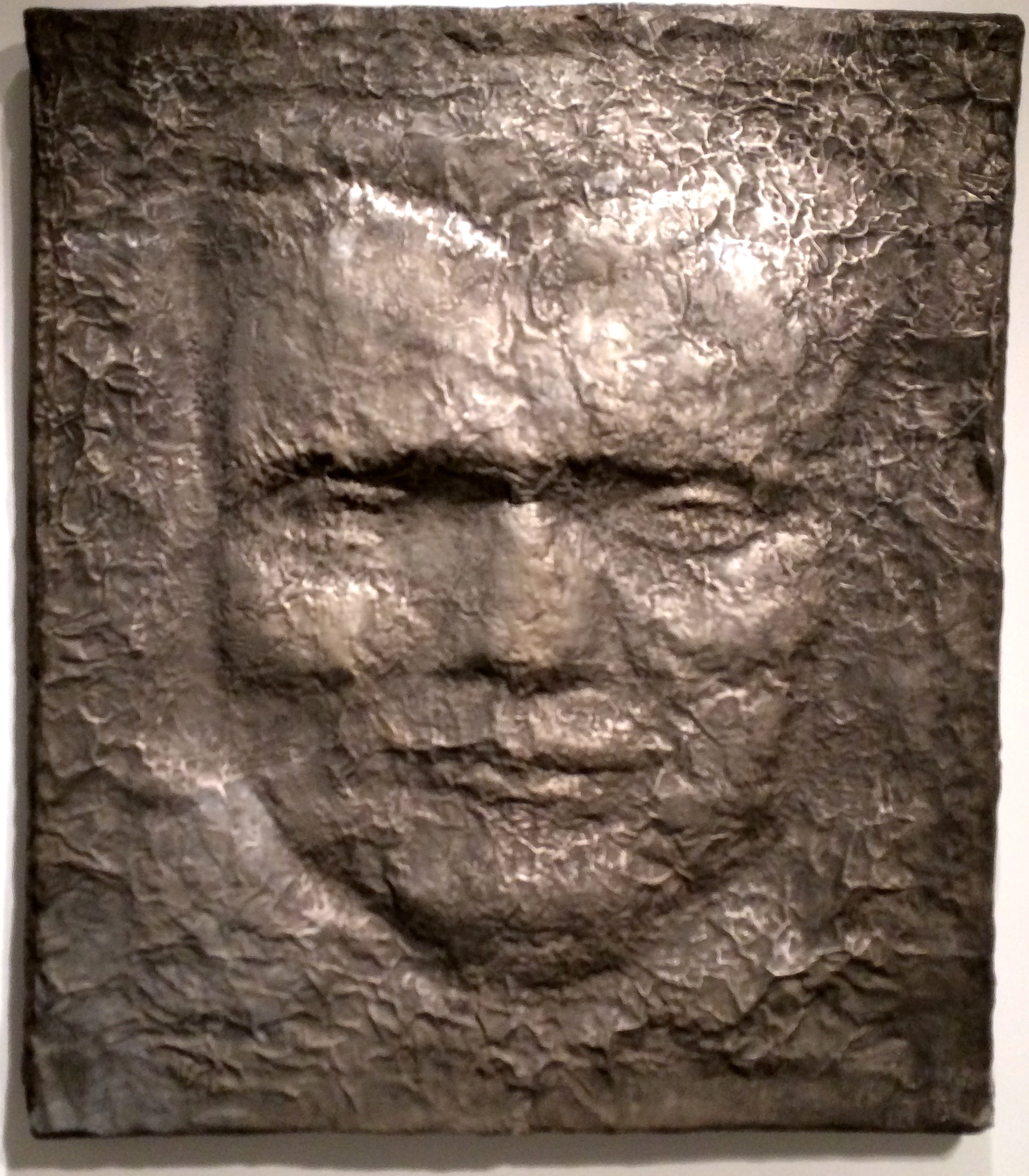
Барельеф Тито в музее современного искусства Загреба